# Hypericum pachyphyllum
Hypericum pachyphyllum är en johannesörtsväxtart som beskrevs av Collett och Hemsl.. Hypericum pachyphyllum ingår i släktet johannesörter, och familjen johannesörtsväxter. Inga underarter finns listade i Catalogue of Life.